# 乔奇纳
乔奇纳，是西班牙安达卢西亚自治区格拉纳达省的一个市镇。总面积21平方公里，
2001年普查人口總數為4320人，人口密度為每平方公里206人。